# Leonard Hofstadter
Dr. Leonard Hofstadter este un personaj fictiv din serialul Teoria Big Bang, jucat de actorul Johnny Galecki. El este un fizician experimental, absolvent de Caltech, ce împarte apartamentul cu Dr. Sheldon Cooper, într-un bloc din Pasadena, California unde liftul este întotdeauna stricat. Munca lui include, de multe ori, folosirea laserelor, iar cercetările sale variază de la condensarea Bose-Einstein la razele cosmice.

## Prezentare
Leonard este foarte apropiat de prietenii lui: Sheldon, Howard și Rajesh. El încearcă să nu arate ca un tocilar, mai ales în fața vecinei lui, Penny. El este cel care face cele mai mare eforturi pentru a avea o viață normală, fiind gata să renunțe la benzile sale desenate pentru a se integra în cercul de prieteni a lui Penny. Pentru a realiza acest lucru el încearcă să-și facă prieteni mai puțin „tocilari” decât cei pe care îi are deja. De asemenea, el este îndrăgostit de Penny și încearcă mereu să o despartă de iubiții ei.